# Tepuihyla edelcae
Tepuihyla edelcae е вид земноводно от семейство Дървесници (Hylidae).

## Разпространение
Видът е разпространен във Венецуела.